# Дробаха Анатолій Іванович
Анатолій Іванович Дробаха (19 жовтня 1924, Русалівка — 8 грудня 1984) — радянський офіцер, Герой Радянського Союзу.

## Біографія
Народився 19 жовтня 1924 року в селі Русалівці (нині Маньківського району Черкаської області в селянській родині. Українець. Закінчив середню школу і школу ФЗУ № 34 в Києві.
У Червоній Армії з серпня 1941 року. На фронтах німецько-радянської війни з березня 1943 року. Служив на посаді командира гармати 823-го артилерійського полку (301-та стрілецька дивізія, 9-й стрілецький корпус, 5-а ударна армія, 1-й Білоруський фронт) Член ВКП (б) з 1944 року. Відзначився в боях з утримання плацдарму на лівому березі річки Одеру в районі населеного пункту Нойбарнім, розташованого за 11 км східніше міста Врицен (Східна Німеччина). 3-4 лютого 1945 року артилеристи під командуванням старшини Дробахи підбили п'ять ворожих танків, бронетранспортер, знищили до роти солдатів противника. Будучи пораненим, старшина Дробаха залишився в строю.
Указом Президії Верховної Ради СРСР від 24 березня 1945 року за зразкове виконання бойових завдань командування на фронті боротьби з німецько-фашистським загарбниками і проявлені при цьому мужність і героїзм старшині Дробасі Анатолію Івановичу присвоєно звання Героя Радянського Союзу з врученням ордена Леніна і медалі «Золота Зірка» (№ 5649).

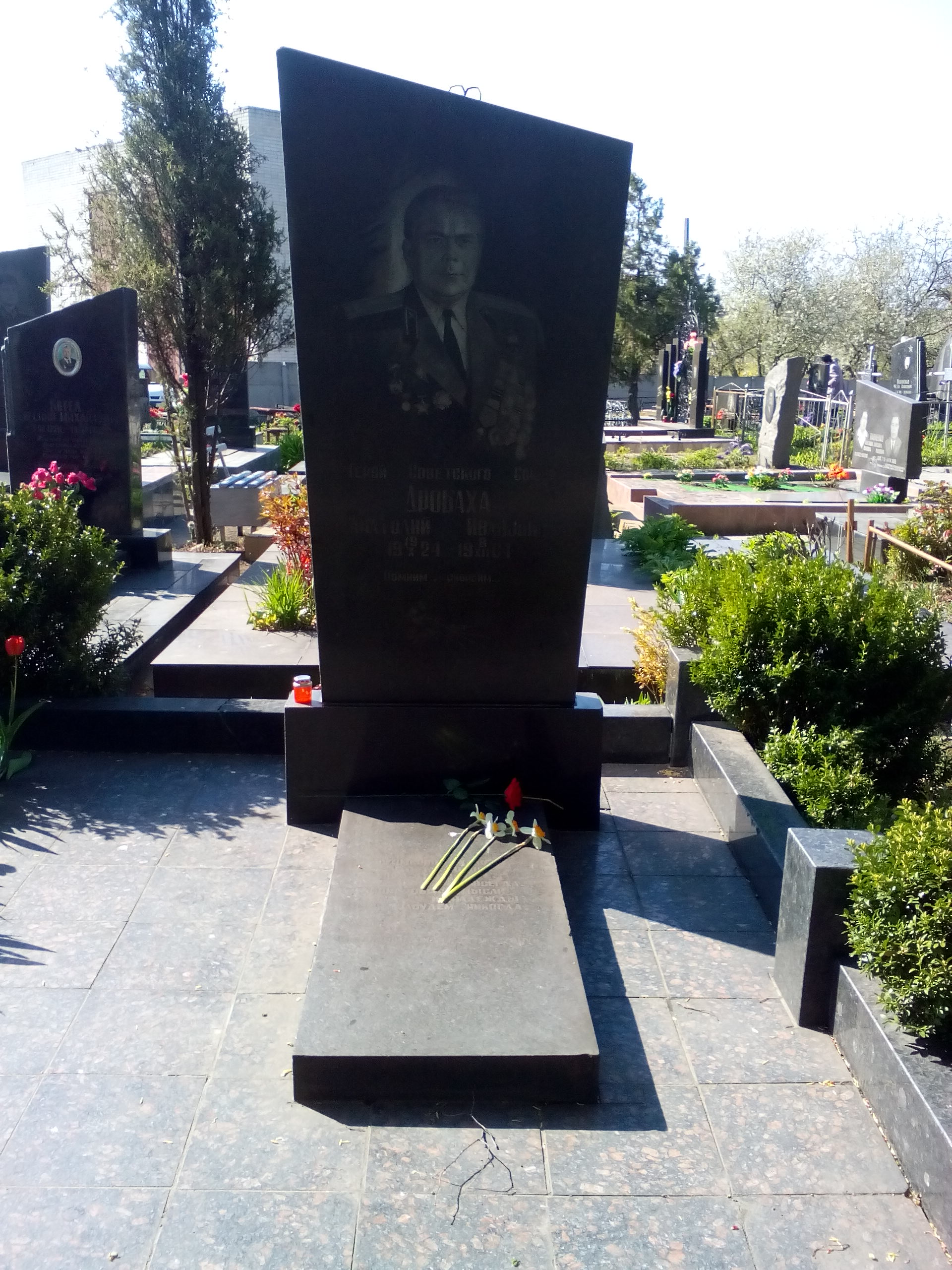
Могила Дробахи на міському кладовищі

У 1945 році звільнений у запас. У 1948 році він закінчив партшколу при ЦК Компартії України. З 1951 року — знову в рядах Радянської Армії. Закінчив курси перепідготовки політскладу Військ ППО. З 1956 року підполковник Дробаха А. І. в запасі. У 1962 році він закінчив Вищу партійну школу при ЦК КПРС, в 1965 році — Полтавський державний університет. Жив і працював в Черкасах. Помер 8 грудня 1984 року. Похований у Черкасах.

## Нагороди
Нагороджений орденом Леніна, орденами Трудового Червоного Прапора, Червоної Зірки, медалями.